# Détachement français de Changaï
Pour les articles homonymes, voir DFC.
Le détachement français de Changaï (DFC) est une unité de l'Armée française stationnée à Shanghai pour défendre la concession française de Shanghai dans le contexte de la guerre civile chinoise puis de la guerre sino-japonaise.

## Historique
Le détachement français de Changaï est créé le 16 avril 1927 sous le nom de corps d'occupation de Changaï. Il regroupe les unités venues en renfort face au déclenchement de la guerre civile chinoise, d'abord des tirailleurs tonkinois, regroupés en avril en deux bataillons mixtes. Il est renommé détachement français de Changaï le 27 juillet 1927.

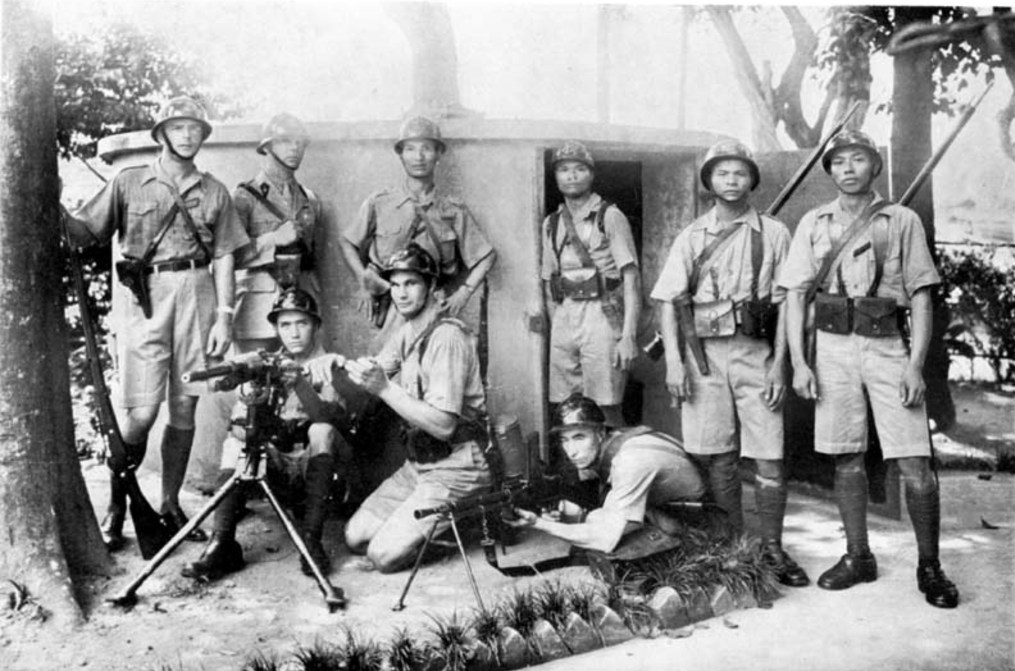
Militaires français et vietnamiens du DFC à Shanghai en 1937.

Le DFC est à nouveau renforcé en mars 1932 après la guerre de Shanghai déclenchée par l'empire du Japon contre les forces chinoises. L'alourdissement de l'armement de la police française de Changaï permet la réduction des effectifs militaires en 1936 à un seul bataillon. Le déclenchement de la seconde guerre sino-japonaise et la bataille de Shanghai mènent à un nouveau renforcement du DFC, avec deux bataillons de marche. Ces deux bataillons de marche retournent en Indochine fin 1939. En juin 1940, le DFC ne compte donc plus qu'un millier d'hommes, dont 600 Indochinois.
Loyale au régime de Vichy, la concession française de Shanghai est rétrocédée au gouvernement collaborateur chinois en juillet 1943 mais le DFC conserve ses positions. Il est désarmé pacifiquement le 10 mars 1945 par les Japonais après le coup de force japonais en Indochine.
Il est dissous le 30 juin 1946.

## Composition

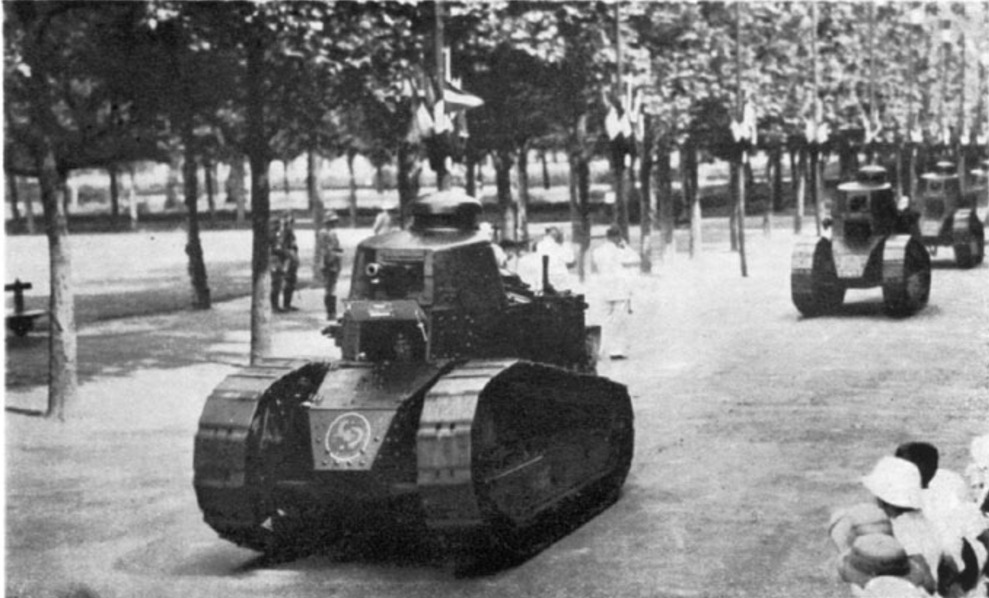
Défilé des Renault FT de la compagnie de chars de Shanghai le 14/7/1938.

- 103e bataillon mixte d'infanterie coloniale, d'avril 1927[4] à octobre 1932[2]
- 104e bataillon mixte d'infanterie coloniale, d'avril 1927[4] à octobre 1932[2]
- 17e régiment mixte d'infanterie coloniale, d'octobre 1932 à décembre 1935[2]
- 101e bataillon mixte d'infanterie coloniale, de décembre 1932 à 1933 (fusionne dans le 17e RMIC)[4]
- Bataillon mixte d'infanterie coloniale de Chine, de janvier 1936 à mai 1946 (renommé IIe bataillon du 16e régiment d'infanterie coloniale de janvier 1937 à avril 1938)[4]
- 1er et 2e bataillons de marche de Chine d'août 1937 à novembre 1939
- Compagnie de chars de Changaï, de janvier 1930 à janvier 1946 (section de chars de 1927 à 1930)[4]
- Section d'artillerie de Changaï, de 1927 à 1929[2]
- Éléments du groupe mixte d'artillerie coloniale de Chine d'avril 1929 à novembre 1938[4]
- Services divers (artillerie, infirmerie, etc.)

## Chefs du détachement

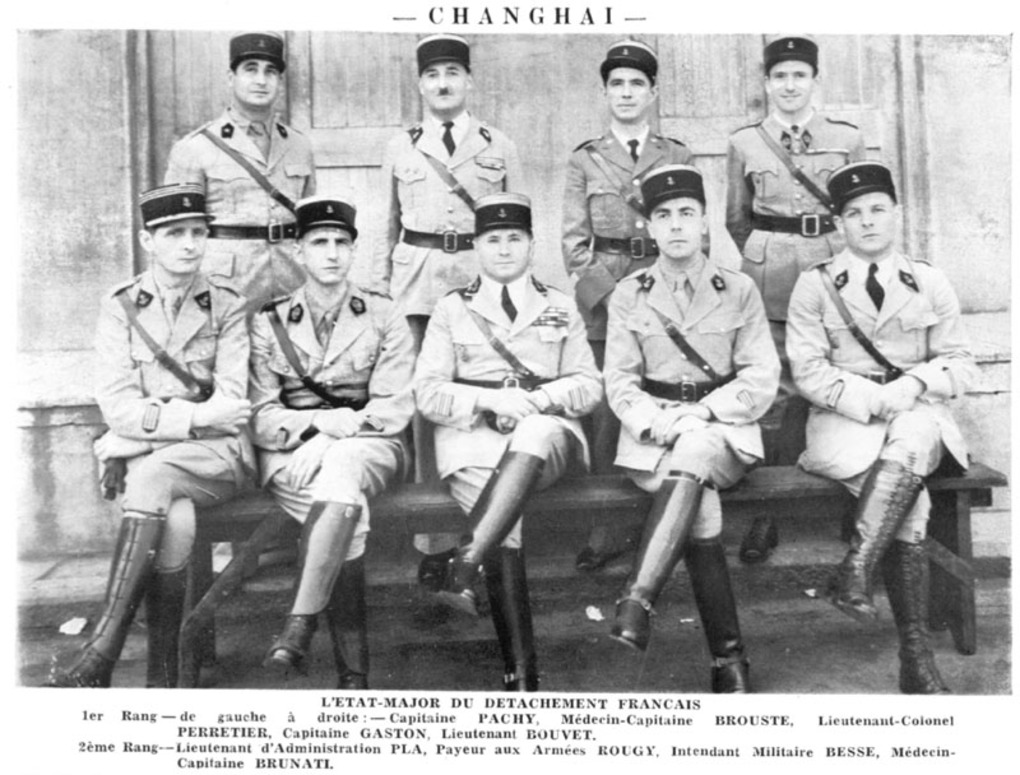
Les officiers de l'état-major du détachement français de Changaï en 1938. Au centre au 1er rang, le lieutenant-colonel Perretier.

- juillet 1927 - mars 1930 : lieutenant-colonel Mallet
- mars 1930 - mars 1932 : lieutenant-colonel Marcaire
- mars - avril 1932 : chef de bataillon Pichon
- avril - septembre 1932 : colonel Mase
- septembre 1932 - février 1935 : lieutenant-colonel Labonne
- février - avril 1935 : lieutenant-colonel Pichepain
- avril 1935 - avril 1939 : lieutenant-colonel Perretier (sl)
- avril - décembre 1939 : lieutenant-colonel Grenier

## Insigne
L'insigne du DFC « semble avoir été créé vers 1930 ». Il présente une jonque devant une carte de la Chine. La jonque navigant sur la mer de Chine symbolise le commerce maritime, source de la richesse de Shanghai.

## Personnalités ayant servi au détachement
- Pierre Garbay (1903-1980), compagnon de la Libération.